# Hoplocampa
Hoplocampa is een geslacht van  echte bladwespen.

## Soorten
- H. alpina (Zetterstedt, 1838)
- H. ariae Benson, 1933
- H. brevis (Klug, 1816)
- H. cantoti Chevin, 1986
- H. crataegi (Klug, 1816)
- H. chamaemespili Masutti & Covassi, 1980
- H. chrysorrhoea (Klug, 1816)
- H. flava (Linnaeus, 1761)
- H. fulvicornis (Panzer, 1801)
- H. minuta (Christ, 1791)
- H. pectoralis C.G. Thomson, 1871
- H. phantoma Zinovjev, 1993
- H. plagiata (Klug, 1816)
- H. testudinea (Klug, 1816)